# Broadcast-Domäne

Ein Netzwerk ohne VLANs oder Router bildet genau eine Broadcast-Domäne

Eine Broadcast-Domäne ist ein logischer Verbund von Netzwerkgeräten in einem lokalen Netzwerk, der sich dadurch auszeichnet, dass ein Broadcast alle Domänenteilnehmer erreicht.
Ein lokales Netzwerk auf der zweiten Schicht des OSI-Modells (Sicherungsschicht) besteht durch seine Hubs, Switches und/oder Bridges aus einer Broadcast-Domäne. Erst durch die Unterteilung in VLANs oder durch den Einsatz von Routern, die auf Schicht 3 arbeiten, wird die Broadcast-Domäne aufgeteilt.
Eine Broadcast-Domäne besteht aus einer oder mehreren Kollisionsdomänen.

## Ethernet
Wenn ein Netzteilnehmer auf seinen lokalen Router zugreifen möchte, löst er dessen MAC-Adresse mit ARP auf. Die Anfrage geht an die Ethernet-Broadcast-Adresse ff:ff:ff:ff:ff:ff. Switches leiten alle eingehenden Ethernet-Pakete mit der Ziel-Adresse ff:ff:ff:ff:ff:ff an alle anderen Ports weiter. Es muss beachtet werden, dass keine Schleife (Switching-Loop) in der Broadcast-Domäne besteht, sonst entsteht ein Broadcast-Sturm. Ein Broadcast-Sturm kann aber durch den sogenannten Time-To-Live-Wert verhindert werden.

## Größe
Die Anzahl an Teilnehmern in einer Broadcast-Domäne belastet linear die Bandbreite aller Verbindungen in der Broadcast-Domäne. Die Bandbreite der einzelnen Verbindungen bleibt jedoch gleich, unabhängig von der Anzahl an Verbindungen. Ab einer gewissen Anzahl an Teilnehmern übersteigt der Broadcast-Verkehr den Nutzverkehr. Um dem entgegenzuwirken, muss die Größe der Broadcast-Domäne reduziert werden. Mögliche Techniken:
- kleinere Subnetze durch Routing
- Verwendung von Virtual Local Area Networks